# バーデン＝バーデンの密約
バーデン=バーデンの密約（バーデン=バーデンのみつやく）は、1921年（大正10年）、大日本帝国陸軍において陸軍士官学校16期の同期生3名が陸軍改革を誓い合ったとされる出来事。

## 概要
1921年10月27日、欧州出張中の岡村寧次、スイス公使館付武官永田鉄山、ロシア大使館付武官小畑敏四郎の陸軍士官学校16期の同期生が南ドイツの保養地バーデン＝バーデンで来たるべき戦争に向けて、人事刷新と軍制改革を断行して、軍の近代化と国家総動員体制の確立、真崎甚三郎・荒木貞夫・林銑十郎らの擁立、陸軍における長州閥打倒、各期の有能な同志の獲得・結集などの陸軍の改革や、満蒙問題の早期解決、革新運動の断行を誓い合ったとされる。
これに先立つ1913年（大正2年）から1919年（大正8年）ぐらいの間に、三者は陸軍の情弊に憤慨し、皇軍の威容の立て直しと革新を志し、勉強会を開いていた。土曜の夜には、この三人と東條英機が小畑宅で勉強会を開いていたという。1920年（大正9年）、三人を軸とした同憂の士は、長州閥の中に孤立していた真崎甚三郎軍事課長を擁護することをひそかに申し合わせた。

## 密約後の展開
1922年（大正11年）から1923年（大正12年）に永田と小畑が帰国すると、再び会合するようになり、同志も増えて、1927年（昭和2年）ごろ、二葉会を結成した。永田は、鈴木貞一が結成した木曜会と結合しようとし、小畑らの反対にあったが、巧みな政治的手腕によって、1929年（昭和4年）5月、二葉会と木曜会を合併して、一夕会を結成した。
永田と小畑の親密な関係は1928年（昭和3年）秋ごろまで続いた。大佐に昇進してしばらくしてからは、すっかり往来がなくなり、手紙のやり取りもなくなったという。
1932年（昭和7年）、小畑は作戦課長に就任すると、上海出兵や満洲事変に関して作戦本位に計画を立て、容赦なく要求したので、編成課長の東条と衝突し、また軍事課長の永田とも相争うようになった。
1932年後半期には、一夕会は永田を中心とした統制派と、小畑を中心とした皇道派に分裂した。
1933年（昭和8年）、日ソ不可侵条約と東支鉄道買収と対支関係について、永田と小畑は対立した。
1933年8月、荒木陸相は定期異動で永田少将を歩兵第一旅団長に、小畑少将を近衛歩兵第一旅団長に転出させた。永田は1934年（昭和9年）3月に軍務局長に就任したが、小畑は中央に返り咲くことはなかった。